# Parapoynx plumbefusalis
Parapoynx plumbefusalis is een vlinder uit de familie van de grasmotten (Crambidae), uit de onderfamilie van de Acentropinae. De wetenschappelijke naam van deze soort is voor het eerst gepubliceerd in 1917 door George Francis Hampson.

## Verspreiding
De soort komt voor in Senegal, Niger, Soedan, Sierra Leone, Nigeria, Kameroen, Oeganda, Kenia, Tanzania, Angola, Zambia, Malawi, Mozambique, Botswana, Zimbabwe en Zuid-Afrika.

## Waardplanten
De rups leeft op Nymphoides indica (Menyanthaceae).